# ماتورن ژاک بریسون
ماتورن ژاک بریسون (فرانسوی: Mathurin Jacques Brisson‎؛ زاده ۳۰ آوریل ۱۷۲۳ - مرگ ۲۳ ژوئن ۱۸۰۶) جانورشناس و فلسفه طبیعیدان فرانسوی بود.

## زندگی‌نامه
بریسون در فونتونه لو کنت در فرانسه به دنیا آمد. دهه‌های آغازین زندگی او صرف دانش‌اندوزی در زمینه تاریخ طبیعی شد و کتاب‌هایی چون Le Règne animal (۱۷۵۶) و Ornithologie (۱۷۶۰) را به چاپ رساند. او در ۱۷۵۹ عضو آکادمی علوم فرانسه شد.
پس از درگذشت استادش رنه آنتوان فرشول دو رئومور، او تاریخ طبیعی را رها کرد و به سمت استاد فلسفه طبیعی در دانشگاه‌های نابارا و سپس پاریس دست پیدا کرد. مهم‌ترین کار او پس از استاد فلسفه طبیعی شدن چاپ کتاب Pesanteur Spécifique des Corps (۱۷۸۷) بود اما کتاب‌های مهم دیگری نیز در زمینه‌های گوناگون به چاپ رساند.
بریسون در ۲۳ ژوئن ۱۸۰۶ در شهر کرواسی در سنه مرن درگذشت.

## آثار
- Regnum animale in classes IX distributum sive Synopsis methodica. Haak, Paris, Leiden ۱۷۵۶–۶۲.
- Ornithologia sive Synopsis methodica sistens avium divisionem in ordines, sectiones, genera, species, ipsarumque varietates. Bauche, Paris, Leiden ۱۷۶۰–۶۳.
- Supplementum Ornithologiæ sive Citationes, descriptionesque antea omissæ & species de novo adjectæ, ad suaquaque genera redactæ. Paris ۱۷۶۰.
- Lettres de deux Espagnols sur les manufactures. Vergera ۱۷۶۹.
- Dictionnaire raisonné de physique. Thou, Paris ۱۷۸۱–۱۸۰۰.
- Observations sur les nouvelles découvertes aërostatiques. Lamy, Paris ۱۷۸۴.
- Pesanteur spécifique des corps. Paris ۱۷۸۷.
- Traité élémentaire ou Principes de physique. Moutard & Bossange, Paris ۱۷۸۹–۱۸۰۳.
- Trattato elementare ovvero Principi di fisica. Grazioli, Florenz ۱۷۹۱.
- Die spezifischen Gewichte der Körper. Leipzig ۱۷۹۵.
- Suplemento al Diccionario universal de física. Cano, Madrid ۱۷۹۶–۱۸۰۲.
- Principes élémentaires de l'histoire naturelle et chymique des substances minérales. Paris ۱۷۹۷.
- Anfangsgründe der Naturgeschichte und Chemie der Mineralien. Mainz ۱۷۹۹.
- Instruction sur les nouveaux poids et mesures. Paris ۱۷۹۹.
- Elémens ou Principes physico-chymiques. Bossange, Paris ۱۸۰۰.
- Elements of the natural history and chymical analysis of mineral substances. Ritchie, Walker, Vernor & Hood, London ۱۸۰۰.
- Tratado elemental ó principios de física. Madrid ۱۸۰۳–۰۴.